# Odontiopsis
× Odontiopsis (abreviado Otp) es un híbrido intergenérico entre los géneros de orquídeas Miltoniopsis × Odontoglossum. Fue publicado en Sander's List Orchid Hybrids Addendum 2002-2004: xlv (2005).